# Europejska Formuła 3 Sezon 1983
Europejska Formuła 3 Sezon 1983 – dziewiąty sezon Europejskiej Formuły 3. Rozpoczął się 13 marca na torze ACI Vallelunga Circuit we Włoszech, a zakończył 23 października we Francji, na torze w Croix-en-Ternois. Tytuł w klasyfikacji kierowców zdobył Włoch Pierluigi Martini. Wśród zespołów najlepsza okazała się włoska ekipa Pavesi Racing.

## Kalendarz wyścigów
| Runda | Tor                                   | Data            | Pole Position     | Najszybsze okrążenie | Zwycięzca (kierowcy) | Zwycięzca (konstruktorzy) |
| ----- | ------------------------------------- | --------------- | ----------------- | -------------------- | -------------------- | ------------------------- |
| 1     | ACI Vallelunga Circuit                | 13 marca        | Enzo Coloni       | Pierluigi Martini    | Emanuele Pirro       | Ralt                      |
| 2     | Circuit Zolder                        | 17 kwietnia     | Tommy Byrne       | Gerhard Berger       | Emanuele Pirro       | Ralt                      |
| 3     | Circuit de Nevers Magny-Cours         | 1 maja          | Tommy Byrne       | Jo Zeller            | John Nielsen         | Ralt                      |
| 4     | Zeltweg                               | 22 maja         | Emanuele Pirro    | Pierluigi Martini    | Tommy Byrne          | Ralt                      |
| 5     | Circuit de la Châtre                  | 5 czerwca       | Bernard Santal    | Roberto Ravaglia     | Roberto Ravaglia     | Ralt                      |
| 6     | Silverstone Circuit                   | 12 czerwca      | Martin Brundle    | Johnny Dumfries      | Martin Brundle       | Ralt                      |
| 7     | Autodromo Nazionale di Monza          | 26 czerwca      | Roberto Ravaglia  | Pierluigi Martini    | John Nielsen         | Ralt                      |
| 8     | Misano World Circuit Marco Simoncelli | 10 lipca        | Tommy Byrne       | Tommy Byrne          | Tommy Byrne          | Ralt                      |
| 9     | Circuit Park Zandvoort                | 31 lipca        | John Nielsen      | John Nielsen         | John Nielsen         | Ralt                      |
| 10    | Ring Knutstorp                        | 7 sierpnia      | John Nielsen      |                      | John Nielsen         | Ralt                      |
| 11    | Circuit Paul Armagnac                 | 4 września      | John Nielsen      | John Nielsen         | Pierluigi Martini    | Ralt                      |
| 12    | Circuito del Jarama                   | 11 września     | Pierluigi Martini | Pierluigi Martini    | Pierluigi Martini    | Ralt                      |
| 13    | Autodromo Enzo e Dino Ferrari         | 25 września     | Pierluigi Martini | John Nielsen         | Pierluigi Martini    | Ralt                      |
| 14    | Donington Park                        | 9 października  | Martin Brundle    | Ruggero Melgrati     | Martin Brundle       | Ralt                      |
| 15    | Croix-en-Ternois Circuit              | 23 października | Pierluigi Martini | Pierluigi Martini    | Pierluigi Martini    | Ralt                      |

## Klasyfikacja kierowców
| P  | Kierowca          | Podwozie   | Silnik                | Punkty |
| -- | ----------------- | ---------- | --------------------- | ------ |
| 1  | Pierluigi Martini | Ralt       | Alfa Romeo            | 66     |
| 2  | John Nielsen      | Ralt       | Volkswagen            | 62     |
| 3  | Emanuele Pirro    | Ralt       | Alfa Romeo            | 52     |
| 4  | Tommy Byrne       | Ralt       | Volkswagen Toyota     | 35     |
| 5  | Roberto Ravaglia  | Ralt       | Toyota                | 32     |
| 6  | Didier Theys      | Ralt       | Alfa Romeo            | 25     |
| 7  | Martin Brundle    | Ralt       | Toyota                | 18     |
| 8  | Gerhard Berger    | Ralt       | Alfa Romeo            | 18     |
| 9  | Claudio Langes    | Anson Ralt | Alfa Romeo Toyota     | 11     |
| 10 | Pascal Fabre      | Martini    | Alfa Romeo            | 8      |
| 11 | Kris Nissen       | Anson      | Volkswagen Alfa Romeo | 7      |
| 12 | François Hesnault | Ralt       | Volkswagen            | 6      |
| 13 | Michel Ferté      | Martini    | Alfa Romeo            | 6      |
| 14 | Enzo Coloni       | Ralt       | Alfa Romeo            | 6      |
| 15 | Ivan Capelli      | Ralt       | Alfa Romeo            | 5      |
| 16 | James Weaver      | Ralt       | Volkswagen            | 4      |
| 17 | Ruggero Melgrati  | Ralt       | Alfa Romeo            | 4      |
| 18 | Bernard Santal    | Ralt       | Toyota                | 3      |
| 19 | Carlos Abella     | Ralt       | Toyota                | 3      |
| 20 | John Bosch        | Ralt       | Toyota                | 2      |
| 21 | Max Busslinger    | Ralt       | Volkswagen            | 1      |
| 22 | Kurt Thiim        | Ralt       | Alfa Romeo            | 1      |